# Rendimiento de color
El rendimiento de color es la capacidad de una fuente de luz artificial en reproducir los colores, siendo la referencia la luz del sol. Esta capacidad se mide en un porcentaje donde el 100% lo da la luz natural de sol. Las lámparas de filamento (incandescentes e incandescentes halógenas) tienen una reproducción del 100% ya que su espectro de emisión es continuo. Una lámpara de descarga tiene un espectro de emisión en unas determinadas longitudes de onda por lo que su capacidad de reproducir colores es menor. 
La temperatura de color mide "lo blanca que resulta la luz" y se mide en kelvin. Las luces más "amarillentas" tienen una Tª de color más reducida (<3000 K), mientras que las más "azuladas" tienen mayor Tª (>6000 K).

## Índice de reproducción cromática
El índice de reproducción cromática (IRC) es la medida utilizada en relación con una fuente de luz para medir su capacidad de mostrar los colores de un objeto de manera "real". Esto tomando como referencia la iluminación natural. La gama del índice de reproducción cromática va del 0 al 100 (siendo 100 el color máximo adquirido con la luz solar o cuerpos totalmente oscuros). A mayor número en el CRI, mejor reproducción de color. Esta gama se mide en una escala de 8 colores que aparecen en las lámparas basándose en un estándar.

## Historia
Los investigadores utilizan la luz del día como punto de referencia para comparar la reproducción cromática de las luces eléctricas. En 1948, la luz solar fue descrita como la iluminación ideal para un buen índice de reproducción cromático porque (1) contenía una gran variedad de colores, (2) facilitaba la distinción de pequeñas diferencias en los colores, y (3) mostraba los colores de nuestro entorno de forma natural.
A mediados del siglo XX, los científicos investigadores del color se interesaron en la evaluación de la capacidad de las luces artificiales para reproducir colores correctamente. Los investigadores europeos intentaron describir iluminadores mesurando la densidad espectral en bandas espectrales representativas, mientras que en Norteamérica estudiaron los efectos del color de los iluminadores en objetos referenciados.
La CIE (Comisión Internacional de la Iluminación) formó un comité para estudiar el asunto y aceptó la propuesta de utilizar este último enfoque, que tiene la virtud de no necesitar espectrofotometría, con un conjunto de muestras de Munsell. Ocho muestras de diferentes matices se iluminarían alternativamente con dos iluminantes, y se compararía la apariencia del color. Como no existía ningún modelo de apariencia de color en ese momento, se decidió basar la evaluación en las diferencias de color en un espacio de color adecuado, CIEUVW. En 1931, el CIE adoptó el primer sistema formal de colorimetría, que se basa en la naturaleza tricromática del sistema visual humano. El IRC se basa en este sistema de colorimetría.
Para lidiar con el problema de tener que comparar fuentes de luz de diferentes temperaturas de color correlacionadas (CCT), el CIE decidió utilizar o un cuerpo negro de referencia, con la misma temperatura de color para lámparas, con un CCT de menos de 5000 K, o sino una fase del estándar CIE iluminante D (luz de día). Esto presentó un largo rango de temperaturas de color para poder elegir una referencia. Cualquier diferencia de cromaticidad entre la fuente y los iluminantes de referencia se reduciría con una transformación de adaptación cromática del tipo de von Kries.

## Método
La fuente de luz considerada "ideal", utilizada como referencia, corresponde con la radiación del cuerpo negro en aquellos casos en los que la temperatura de color es inferior a 5000K. Para temperaturas superiores se utiliza como referencia la luz natural diurna.El método utilizado (Test Sample Method o Test Color Method) se basa en el análisis colorimétrico, sin valorar la distribución espectrométrica. Para el cálculo del índice se analizan tan solo ocho colores estandarizados (R1-R8), todos de ellos poco saturados. Para ofrecer un valor más representativo, en ocasiones se utiliza un índice ampliado (IRC14) que, además de los colores recogidos en el CRI estándar, incluye seis colores más. (R9-R14)
Escala Kelvin

### Muestras cromáticas
Como se especifica en la reglamentación CIE 13.3 (1995), las muestras cromáticas originales se han tomado de una edición anterior del Atlas de Munsell. Las primeras ocho muestras, son un subgrupo de las dieciocho propuestas por Nickerson (1960), que corresponden a colores con baja saturación, e incluso están distribuidas sobre toda la gama de matices. Esas ocho muestras se emplean para calcular el índice general de reproducción de color. Las últimas seis muestras proveen información supletoria sobre las propiedades de reproducción cromática de la fuente de luz; las primeras cuatro con alta saturación, y las dos últimas son representativas de objetos comunes. La distribución espectral de potencia de la reflectancia para esas muestras, se puede encontrar en la reglamentación CIE (2004), y sus notaciones Munsell son enlistadas aparte.
| Nombre |     | Apariencia bajo luz solar   | color |
| ------ | --- | --------------------------- | ----- |
| TCS01  | R1  | Rojo verdoso claro          |       |
| TCS02  | R2  | Amarillo grisáceo oscuro    |       |
| TCS03  | R3  | Verde amarillo intenso      |       |
| TCS04  | R4  | Verde claro amarillento     |       |
| TCS05  | R5  | Verde claro azulado         |       |
| TCS06  | R6  | Azul claro                  |       |
| TCS07  | R7  | Violeta claro               |       |
| TCS08  | R8  | Lila rojizo claro           |       |
| TCS09  | R9  | Rojo intenso                |       |
| TCS10  | R10 | Amarillo intenso            |       |
| TCS11  | R11 | verde intenso               |       |
| TCS12  | R12 | Azul intenso                |       |
| TCS13  | R13 | Rosa amarillento claro      |       |
| TCS14  | R14 | Verde oliva suave (plantas) |       |